# Viola Davis
Viola Davis (St. Matthews, Dél-Karolina, 1965. augusztus 11. –) Oscar-, Emmy-, Golden Globe– Grammy- és Tony-díjas amerikai színésznő és producer. A 18. EGOT (Emmy, Grammy, Oscar, Tony) művész a sorban, aki valaha megkapta mind a négy díjat.
Legismertebb szerepei Aibileen Clark A segítség című 2011-es amerikai filmdrámában, illetve Annalise Keating a 2014-ben indult Hogyan ússzunk meg egy gyilkosságot? című amerikai bűnügyi sorozatban. A sorozatért az Emmy-díj történetében az első afroamerikai színésznőként ő vehette át a legjobb drámai színésznőnek járó szobrot. 2017-ben Oscar-, BAFTA- és Golden Globe-díjakat nyert a Kerítések című film mellékszerepéért.

## Fiatalkora és tanulmányai
Viola Davis Mary Alice Logan és Dan Davis ötödik gyermekeként 1965. augusztus 11-én született. Két hónapos korában családja Rhode Islandra költözött; Viola itt járt középiskolába és főiskolára is. 1988-ban diplomázott a Rhode Island-i főiskolán, ahol később, 2002-ben díszdoktorrá is avatták. 1989 és 1993 között a Juilliard School hallgatója volt.

## Pályafutása
A színészek céhe (Screen Actors Guild) tagságát A tűz melege (1996) című filmért kapta, amelyben egy nővért játszott. Első filmes szerepét további kisebb-nagyobb szerepek követték sorozatokban (New York rendőrei - 1996; Veszélyes küldetés - 1996; Amynek ítélve - 2000; Őrangyal - 2001; Ügyvédek - 2003) és filmekben (Mint a kámfor - 1998; Traffic - 2000; Az agyfürkész totál kész - 2001; Távol a mennyországtól - 2002; Solaris - 2002). Davis azonban nem csak TV sorozatokban és filmekben tűnt fel, de fellépett a Broadway-n is. 1996-ban Tony-díjra is jelölték (Seven Guitars - 1996), míg 2001-ben megnyerte első Tony-díját a King Hedley II című darabban nyújtott kiemelkedő mellékszereplői alakításáért.
Bár ekkor már elismert színházi színésznőnek számított, Igazi filmes áttörése 2008-ban, 43 éves korában következett be, amikor szerepet vállalt a Kétely (2008) című amerikai filmdrámában. Mrs. Miller megformálásáért kedvező kritikákat kapott és (legjobb női mellékszereplőként) Oscar-díjra és sok más rangos elismerésre, köztük Golden-Globe díjra is jelölték. Végül nem nyerte meg az Oscart (Penélope Cruz nyert a Vicky Cristina Barcelona - 2008 - című filmért), de széles körben ismertté vált a filmrajongók és Hollywood művészeinek körében egyaránt. A színészek céhe díj (Screen Actors Guild Awards) 2009-es díjátadóján maga Meryl Streep (akivel Viola együtt játszott a Kétely című filmben - 2008) is felhívta a figyelmet Viola tehetségére, és köszönőbeszédében (Streep díjat nyert közös filmjükért) egyenesen felszólította Hollywoodot, hogy foglalkoztassák a tehetséges afroamerikai színész-kollégáját.
A Kétely (2008) után Viola Davis karrierje felfelé ívelt. Játszott A dolgok állása (2009); Ízek, imák, szerelmek (2010); Trust (2010) és Nyomás alatt (2010) című filmekben és hat epizód erejéig szerepet vállalt a Tara alteregói című amerikai sorozatban is. 2010-ben Tony-díjat nyert, mint legjobb női főszereplő a Kerítések (2010) című Broadway-darabban nyújtott kiemelkedő teljesítményéért. A következő évben, A segítség (2011) című filmben nyújtott főszereplői alakításáért ismét Oscarra jelölték - a sors fintora, hogy ezúttal (egy kétesélyes szoros párharcban) tényleg közel került a díj elnyeréséhez és pont az a Meryl Streep (A Vaslady című filmben nyújtott alakításáért - 2011) happolta el előle a díjat, aki évekkel azelőtt felhívta a figyelmet Davis kvalitásaira.
Ezután a Rém hangosan és irtó közel (2011) és Nem hátrálunk meg (2012) című filmekben játszott. 2013 termékeny év volt a színésznő számára: feltűnt a Lenyűgöző teremtmények (2013); Fogságban (2013); Egy szerelem története (2013) című alkotásokban is. 2014-ben szerepelt a Get on Up című filmben.
2014 óta játssza Annalise Keating szerepét a Hogyan ússzunk meg egy gyilkosságot? című amerikai bűnügyi sorozatban. A sorozatban nyújtott, kritikusok által is magasztalt alakításáért az Emmy-díj történetében első afroamerikai színésznőként vehette át a legjobb drámai színésznőnek járó szobrot. Emellett más elismeréseket is nyert a sorozatért, többek között két színészek céhe díjat (Screen Actors Guild Awards - 2014, 2015) is, mint legjobb drámai sorozatszínésznő.
2015-ben Jennifer Lopez oldalán szerepelt a Lila & Eve (2015) és a Blackhat (2015) című amerikai filmekben is. Egyik film sem kapott kedvező kritikákat. 2016-ban láthattuk az Öngyilkos osztag (2016) és Custody (2016) című amerikai filmekben, de ugyanezen év decemberében került a mozikba a Fences című színházi darab filmes adaptációja is, amelyben Viola Davis és Denzel Washington (ő a rendező is egyben) játsszák a fontosabb szerepeket. A filmben nyújtott alakításáért a színésznőt a díjszezon egésze alatt Oscar-éllovasnak tartották a mellékszereplőnők mezőnyében, s később meg is nyerte a díjat. Ez Davis első Oscar-díja.
2018-ban főszerepet kapott az Oscar-díjas Steve McQueen által rendezett Widows című krimiben, amiért BAFTA-díjra is jelölték.

## Magánélete
2013-ban kötött házasságot Julius Tennonnal. A pár 2011-ben örökbefogadott egy újszülöttet, akit Genesisnek neveztek el. Három gyermeket nevelnek, mivel Tennonnak előző házasságából is van két gyermeke.

## Filmográfia

### Film
| Év   | Magyar cím                                           | Eredeti cím                                        | Szerep                                     | Magyar hang      | Forr.  |
| ---- | ---------------------------------------------------- | -------------------------------------------------- | ------------------------------------------ | ---------------- | ------ |
| 1996 | A tűz melege                                         | The Substance of Fire                              | nővér                                      |                  | [ 20 ] |
| 1998 | Mint a kámfor                                        | Out of Sight                                       | Moselle Miller                             | Kocsis Mariann   | [ 21 ] |
| 1998 |                                                      | Miss Apprehension and Squirt                       | Sharon Hughes                              |                  |        |
| 2000 | Traffic                                              | Traffic                                            | szociális munkás                           |                  | [ 22 ] |
| 2001 | Az agyfürkész totál kész                             | The Shrink Is In                                   | Robin                                      | Kocsis Mariann   | [ 23 ] |
| 2001 | Ocean’s Eleven – Tripla vagy semmi                   | Ocean's Eleven                                     | kihallgatóbiztos (stáblistán nem szerepel) |                  | [ 22 ] |
| 2001 | Kate és Leopold                                      | Kate & Leopold                                     | rendőrnő                                   |                  | [ 24 ] |
| 2002 | Távol a mennyországtól                               | Far from Heaven                                    | Sybil                                      | Simon Mari       | [ 25 ] |
| 2002 | Antwone Fisher története                             | Antwone Fisher                                     | Eva May Fisher                             | Farkas Zita      | [ 26 ] |
| 2002 | Solaris                                              | Solaris                                            | Dr. Gordon                                 | Fullajtár Andrea | [ 27 ] |
| 2005 | Pénzed vagy életed                                   | Get Rich or Die Tryin'                             | nagymama                                   | Illyés Mari      | [ 28 ] |
| 2005 | Sziriána                                             | Syriana                                            | CIA elnökasszony (stáblistán nem szerepel) |                  | [ 29 ] |
| 2006 | A rombolás ideje                                     | The Architect                                      | Tonya Neely                                | Andresz Kati     | [ 25 ] |
| 2006 | World Trade Center                                   | World Trade Center                                 | anya a kórházban                           |                  | [ 25 ] |
| 2007 | Disturbia                                            | Disturbia                                          | Parker nyomozó                             | Kocsis Mariann   | [ 30 ] |
| 2008 | Éjjel a parton                                       | Nights in Rodanthe                                 | Jean                                       | Börcsök Enikő    | [ 31 ] |
| 2008 | Kétely                                               | Doubt                                              | Mrs. Miller                                | Kocsis Mariann   | [ 32 ] |
| 2009 |                                                      | Madea Goes to Jail                                 | Ellen St. Matthews                         |                  | [ 33 ] |
| 2009 | A dolgok állása                                      | State of Play                                      | Dr. Judith Franklin                        |                  | [ 34 ] |
| 2009 | Törvénytisztelő polgár                               | Law Abiding Citizen                                | April Henry polgármester                   | Braun Rita       | [ 35 ] |
| 2009 |                                                      | Beyond All Boundaries (rövidfilm)                  | Hortense Johnson / Arzenál munkás (hangja) |                  |        |
| 2010 | Kéjjel-nappal                                        | Knight and Day                                     | Isabel George igazgatónő                   | Martin Márta     | [ 36 ] |
| 2010 | Ízek, imák, szerelmek                                | Eat Pray Love                                      | Delia Shiraz                               |                  | [ 37 ] |
| 2010 | Nyomás alatt                                         | It's Kind of a Funny Story                         | Dr. Eden Minerva                           | Kocsis Mariann   | [ 38 ] |
| 2010 |                                                      | Trust                                              | Gail Friedman                              |                  | [ 39 ] |
| 2010 |                                                      | The Unforgiving Minute (rövidfilm)                 | narrátor                                   |                  |        |
| 2011 | A segítség                                           | The Help                                           | Aibileen Clark                             | Bognár Gyöngyvér | [ 40 ] |
| 2011 | Rém hangosan és irtó közel                           | Extremely Loud and Incredibly Close                | Abby Black                                 | Fullajtár Andrea | [ 41 ] |
| 2012 | Nem hátrálunk meg                                    | Won't Back Down                                    | Nona Alberts                               | Kocsis Mariann   | [ 42 ] |
| 2013 | Lenyűgöző teremtmények                               | Beautiful Creatures                                | Amarie „Amma” Treadeau                     | Kocsis Mariann   | [ 43 ] |
| 2013 | Végjáték                                             | Ender's Game                                       | Anderson őrnagy                            | Kocsis Mariann   | [ 44 ] |
| 2013 | Egy szerelem története                               | The Disappearance of Eleanor Rigby                 | Lillian Friedman professzor                | Kocsis Mariann   | [ 45 ] |
| 2013 | Fogságban                                            | Prisoners                                          | Nancy Birch                                | Kocsis Mariann   | [ 46 ] |
| 2014 | Get on Up – A James Brown sztori                     | Get On Up                                          | Susie Brown                                | Kocsis Mariann   | [ 47 ] |
| 2015 | Blackhat                                             | Blackhat                                           | Carol Barrett FBI ügynök                   | Kocsis Mariann   | [ 48 ] |
| 2015 |                                                      | Lila & Eve                                         | Lila Walcott                               |                  | [ 50 ] |
| 2016 |                                                      | Custody                                            | Martha Sherman bíró                        |                  | [ 51 ] |
| 2016 | Suicide Squad – Öngyilkos osztag                     | Suicide Squad                                      | Amanda Waller                              | Kocsis Mariann   | [ 52 ] |
| 2016 | Kerítések                                            | Fences                                             | Rose Maxson                                | Kocsis Mariann   | [ 53 ] |
| 2018 | Nyughatatlan özvegyek                                | Widows                                             | Veronica Rawlings                          | Kocsis Mariann   | [ 54 ] |
| 2019 | Zéró csapat                                          | Troop Zero                                         | Rayleen                                    | Kocsis Mariann   | [ 55 ] |
| 2020 |                                                      | Giving Voice (dokumentumfilm)                      | önmaga                                     |                  | [ 56 ] |
| 2020 | Ma Rainey: A blues nagyasszonya                      | Ma Rainey's Black Bottom                           | Ma Rainey                                  |                  | [ 57 ] |
| 2021 | The Suicide Squad – Az öngyilkos osztag              | The Suicide Squad                                  | Amanda Waller                              | Kocsis Mariann   | [ 58 ] |
| 2021 | Megbocsáthatatlan                                    | The Unforgivable                                   | Liz Ingram                                 | Bognár Gyöngyvér | [ 59 ] |
| 2022 | The Woman King – A harcos                            | The Woman King                                     | Nanisca                                    | Kocsis Mariann   | [ 60 ] |
| 2022 | Black Adam                                           | Black Adam                                         | Amanda Waller                              | Kocsis Mariann   |        |
| 2023 | Air – Harc a legendáért                              | Air                                                | Deloris Jordan                             | Kocsis Mariann   |        |
| 2023 | Az éhezők viadala: Énekesmadarak és kígyók balladája | The Hunger Games: The Ballad of Songbirds & Snakes | Dr. Volumnia Gaul                          | Kocsis Mariann   |        |
| 2024 | Kung Fu Panda 4.                                     | Kung Fu Panda 4                                    | Kaméleon (hangja)                          | Balogh Anna      |        |
| 2025 | G20                                                  | G20                                                | Danielle Sutton elnök                      | Kocsis Mariann   |        |

### Televízió
| Év        | Magyar cím                               | Eredeti cím                        | Szerep                 | Megjegyzések                                         | Forr.  |
| --------- | ---------------------------------------- | ---------------------------------- | ---------------------- | ---------------------------------------------------- | ------ |
| 1996      | New York rendőrei                        | NYPD Blue                          | nő                     | 1 epizód                                             |        |
| 1996      | Veszélyes küldetés                       | New York Undercover                | Ms. Templeton          | 1 epizód                                             | [ 61 ] |
| 1998      | Hullagyártó harckocsi                    | The Pentagon Wars                  | Fanning törzsőrmester  | - tévéfilm - magyar hangja: - Kis-Kovács Luca        | [ 62 ] |
| 1998      | Grace és Gloria                          | Grace & Glorie                     | Rosemary Allbright     | tévéfilm                                             | [ 63 ] |
| 2000      | Amynek ítélve                            | Judging Amy                        | Celeste                | 1 epizód                                             | [ 64 ] |
| 2000      |                                          | City of Angels                     | Lynnette Peeler nővér  | 24 epizód                                            | [ 65 ] |
| 2001      | Amy és Isabel                            | Amy & Isabelle                     | Dottie                 | tévéfilm                                             | [ 66 ] |
| 2001      |                                          | Providence                         | Dr. Eleanor Weiss      | 1 epizód                                             | [ 67 ] |
| 2001      | Őrangyal                                 | The Guardian                       | Suzanna Clemons ügyvéd | 1 epizód                                             | [ 68 ] |
| 2001      | Harmadik műszak                          | Third Watch                        | Margo Rodriguez        | 1 epizód                                             | [ 69 ] |
| 2002      | Esküdt ellenségek: Bűnös szándék         | Law & Order: Criminal Intent       | Terry Randolph         | 1 epizód                                             | [ 70 ] |
| 2002      | Az ügyosztály                            | The Division                       | Dr. Georgia Davis      | 1 epizód                                             | [ 71 ] |
| 2002      | CSI: Helyszínelők                        | CSI: Crime Scene Investigation     | Campbell ügyvéd        | 1 epizód                                             | [ 72 ] |
| 2002      |                                          | Father Lefty                       | N/A                    | leadatlan próbaepizód                                | [ 73 ] |
| 2003      | Hack – Mindörökké zsaru                  | Hack                               | Stevie Morgan          | 1 epizód                                             | [ 74 ] |
| 2003      | Ügyvédek                                 | The Practice                       | Aisha Crenshaw         | 1 epizód                                             | [ 75 ] |
| 2004      | Century City – A jövő fogságában         | Century City                       | Hannah Crane           | 9 epizód                                             | [ 76 ] |
| 2005      | Gyilkos húzások                          | Stone Cold                         | Molly Crane            | tévéfilm                                             | [ 77 ] |
| 2005      | A küszöb                                 | Threshold                          | Victoria Rossi         | 1 epizód                                             | [ 78 ] |
| 2006      | Jesse Stone: Éjszakai utazás             | Jesse Stone: Night Passage         | Molly Crane            | tévéfilm                                             | [ 79 ] |
| 2006      | Jesse Stone: Halál a paradicsomban       | Jesse Stone: Death in Paradise     | Molly Crane            | tévéfilm                                             | [ 80 ] |
| 2006      | Nyomtalanul                              | Without a Trace                    | Audrey Williams        | 1 epizód                                             | [ 81 ] |
| 2006      |                                          | Life Is Not a Fairytale            | Diane Barrino          | tévéfilm                                             | [ 82 ] |
| 2007      | Jesse Stone: Rejtélyes bankrablás        | Jesse Stone: Sea Change            | Molly Crane            | tévéfilm                                             | [ 83 ] |
| 2007      | Traveler – Az utolsó vakáció             | Traveler                           | Jan Marlow ügynök      | 8 epizód                                             | [ 84 ] |
| 2007      |                                          | Fort Pit                           | N/A                    | tévéfilm                                             | [ 84 ] |
| 2008      | Testvérek                                | Brothers & Sisters                 | Ellen Snyder           | 1 epizód                                             | [ 85 ] |
| 2008      | Az Androméda-törzs                       | The Andromeda Strain               | Dr. Charlene Barton    | - 3 epizód - magyar hangja: - Bede-Fazekas Annamária | [ 86 ] |
| 2003–2008 | Esküdt ellenségek: Különleges ügyosztály | Law & Order: Special Victims Unit  | Donna Emmett           | 7 epizód                                             | [ 87 ] |
| 2009      | Tara alteregói                           | United States of Tara              | Lynda P. Frazier       | 6 epizód                                             | [ 88 ] |
| 2013      | Szófia hercegnő                          | Sofia the First                    | Helen Hanshaw (hangja) | 1 epizód                                             | [ 89 ] |
| 2014–2020 | Hogyan ússzunk meg egy gyilkosságot?     | How to Get Away with Murder        | Annalise Keating       | főszereplő (90 epizód) producer (60 epizód)          | [ 90 ] |
| 2018      | Botrány                                  | Scandal                            | Annalise Keating       | 1 epizód                                             | [ 91 ] |
| 2019      |                                          | Live in Front of a Studio Audience | Florida Evans          | 1 epizód                                             | [ 92 ] |
| 2020      |                                          | Celebrity IOU                      | önmaga                 | 1 epizód                                             |        |
| 2022      | Peacemaker – Békeharcos                  | Peacemaker                         | Amanda Waller          | - 2 epizód - magyar hangja: - Kocsis Mariann         |        |
| 2022      | The First Lady                           | The First Lady                     | Michelle Obama         | 10 epizód vezető producer                            | [ 93 ] |
| 2024      | Különc Kommandó                          | Creature Commandos                 | Amanda Waller (hangja) | - 2 epizód - magyar hangja: - Kocsis Mariann         |        |

## Színház
| Év   | Előadás                    | Szerep                    | Színház                                                     | Forr.         |
| ---- | -------------------------- | ------------------------- | ----------------------------------------------------------- | ------------- |
| 1988 | Joe Turner's Come and Gone | Mattie                    | Trinity Repertory Company                                   | [ 94 ]        |
| 1992 | As You Like It             | Denise                    | Delacorte Színház                                           | [ 95 ]        |
| 1996 | Seven Guitars              | Vera                      | Eugene O'Neill Színház Center Walter Kerr Színház, Broadway | [ 96 ] [ 97 ] |
| 1997 | God's Heart                | Eleanor                   | Mitzi E. Newhouse Színház                                   | [ 98 ]        |
| 1998 | Pericles                   | halász / Lychorida / Bawd | Joseph Papp Public Színház, Martinson Hall                  | [ 99 ]        |
| 1999 | A Raisin in the Sun        | Ruth Younger              | Williamstown Színház Fesztivál                              | [ 100 ]       |
| 1999 | Everybody's Ruby           | Ruby McCollum             | Joseph Papp Public Színház / Anspacher Színház              | [ 101 ]       |
| 1999 | The Vagina Monologues      | Performer (Replacement)   | Westside Színház                                            | [ 102 ]       |
| 2001 | King Hedley II             | Tonya                     | Virginia Színház, Broadway                                  | [ 103 ]       |
| 2004 | Intimate Apparel           | Esther                    | Roundabout Színház                                          | [ 104 ]       |
| 2010 | Fences                     | Rose Maxson               | Cort Színház, Broadway                                      | [ 105 ]       |

## Fordítás
- Ez a szócikk részben vagy egészben  a   Viola Davis című angol Wikipédia-szócikk ezen változatának fordításán alapul.  Az eredeti cikk szerkesztőit annak laptörténete sorolja fel. Ez a jelzés csupán a megfogalmazás eredetét és a szerzői jogokat jelzi, nem szolgál a cikkben szereplő információk forrásmegjelöléseként.